# Maciej Stuglik
Maciej Stuglik – poseł do Sejmu Krajowego Galicji II kadencji (1867–1869), włościanin z Inwałdu.
Wybrany w IV kurii obwodu Wadowice, z okręgu wyborczego nr 71 Wadowice-Kalwarya. 